# Peróxido de sodio
El peróxido de sodio, Na2O2, es el producto natural de la combustión de sodio.  Es un oxidante fuerte.

## Propiedades fisicoquímicas
El peróxido de sodio se hidroliza como hidróxido de sodio más oxígeno diatomico de acuerdo con la reacción:
2 Na2O2 + 2 H2O →  4 NaOH +  O2
El peróxido de hidrógeno formado de esta manera se descompone rápidamente (dismuta) en la solución básica resultante, produciendo agua y oxígeno. Esta reacción es marcadamente exotérmica y puede prenderle fuego a los materiales combustibles.
El Na2O2 también le prende fuego a un gran número de líquidos orgánicos al contactarlos (específicamente los alcoholes y glicoles), y produce una reacción violenta en la presencia de metales en polvo y numerosos compuestos diversos sin la necesidad de gran estímulo ninguno.

## Características y propiedades químicas y físicas
- Sólido blanco, deliquescente en diversas formas e inodoro.
- Punto de ebullición: 1390 °C
- Punto de fusión: 318 °C
- Densidad relativa (agua = 1): 69
- Solubilidad en agua, g/100 ml a 20 °C: 2
- Presión de vapor, kPa a 739 °C: 0.13
- Masa molar, g/mol: 77,98

Tallman et al. descubrieron la estructura cristalina hexagonal del peróxido de sodio. Al calentar a los 512 °C la estructura se transiciona en un paso de simetría no conocida. Al sobrepasar el punto de fusión a los 675 °C, el compuesto se descompone sin capacidad en alcanzar el punto de ebullición, emitiendo O2.

## Preparación
El peróxido de sodio se deriva directamente de una reacción de sodio con oxígeno entre los 130 y 200 °C. La síntesis a temperaturas inferiores (0 - 20 °C) es posible al pasar O2 sobre una aleación de contenido metálico de sodio diluida (porcentaje molar 0.1 - 5.0). De esta manera, el sodio se oxida. También resulta de pasar gas ozono sobre yoduro de sodio sólido dentro de un tubo de platino o paladio. El ozono oxida el sodio y forma el peróxido de sodio. El yodo se libera en cristales yódicos, que se puede sublimar con calor templado. El platino o paladio cataliza la reacción y no es afectado por el peróxido de sodio.

## Aplicaciones
Debido a su potencial a oxidar prolíficamente, el peróxido de sodio se emplea en blanquear la pasta de madera en anticipación de producir papel. En varios puntos se ha usado para extruir los minerales de diversas menas.  Se vende bajo las marcas de Solozone y Flocool.  En el contexto de las investigaciones de química, el peróxido de sodio suele en tomar el papel de reactivo oxidativo; para preparación de muestras se usa en la fusión con peróxidos.